# كسوف الشمس 30 أبريل 2022
سيحدث كسوف جزئي للشمس في 30 أبريل 2022. يحدث كسوف الشمس عندما يمر القمر بين الأرض والشمس ، وبالتالي يحجب صورة الشمس كليًا أو جزئيًا عن مشاهد على الأرض.
يحدث كسوف جزئي للشمس في المناطق القطبية من الأرض عندما يغيب مركز ظل القمر عن الأرض.

## الخسوفات ذات الصلة

### كسوف 2022
- خسوف كلي للقمر في 16 مايو .
- كسوف جزئي للشمس في 25 أكتوبر .
- خسوف كلي للقمر في 8 نوفمبر .

### كسوف الشمس في 2022-2025
هذا الكسوف هو جزء من سلسلة كسوف الشمس في 2022-2025. يتكرر الكسوف كل 177 يومًا تقريبًا و 4 ساعات (فصل دراسي) في العقد المتناوبة من مدار القمر.
| مجموعات سلسلة كسوف الشمس من 2022 إلى 2025 | مجموعات سلسلة كسوف الشمس من 2022 إلى 2025 | مجموعات سلسلة كسوف الشمس من 2022 إلى 2025 | مجموعات سلسلة كسوف الشمس من 2022 إلى 2025 | مجموعات سلسلة كسوف الشمس من 2022 إلى 2025 | مجموعات سلسلة كسوف الشمس من 2022 إلى 2025 | مجموعات سلسلة كسوف الشمس من 2022 إلى 2025 |
| ----------------------------------------- | ----------------------------------------- | ----------------------------------------- | ----------------------------------------- | ----------------------------------------- | ----------------------------------------- | ----------------------------------------- |
| عقدة تصاعدية                              | عقدة تصاعدية                              | عقدة تصاعدية                              |                                           | عقدة تنازلية                              | عقدة تنازلية                              | عقدة تنازلية                              |
| ساروس                                     | خريطة                                     | جاما                                      | ساروس                                     | خريطة                                     | جاما                                      |                                           |
| 119                                       | كسوف الشمس 30 أبريل 2022 Partial          | -1.19008                                  | 124                                       | كسوف الشمس 25 أكتوبر 2022 Partial         | 1.07014                                   |                                           |
| 129                                       | كسوف الشمس 20 أبريل 2023 Hybrid           | -0.39515                                  | 134                                       | كسوف الشمس 14 أكتوبر 2023 Annular         | 0.37534                                   |                                           |
| 139                                       | كسوف الشمس 8 أبريل 2024 Total             | 0.34314                                   | 144                                       | كسوف الشمس 2 أكتوبر 2024 Annular          | -0.35087                                  |                                           |
| 149                                       | كسوف الشمس 29 مارس 2025 Partial           | 1.04053                                   | 154                                       | 2025 September 21 [الإنجليزية] Partial    | -1.06509                                  |                                           |

### ساروس 119
وهي جزء من دورة ساروس 119 ، تتكرر كل 18 سنة ، 11 يومًا ، وتحتوي على 71 حدثًا.
بدأت السلسلة بكسوف جزئي للشمس في 15 مايو 850 م.
يحتوي على كسوف كلي في 9 أغسطس 994 م و 20 أغسطس 1012
كسوف هجين في 31 أغسطس 1030.
كسوف حلقي من 10 سبتمبر 1048 حتى 18 مارس 1950.
وتنتهي السلسلة في الحدث 71 ككسوف جزئي في 24 يونيو 2112.
كانت أطول مدة للمجموع 32 ثانية فقط في 20 أغسطس 1012.
كانت أطول مدة حلقية 7 دقائق و 37 ثانية في 1 سبتمبر 1625.
وكانت أطول مدة هجينة 18 ثانية فقط في 31 أغسطس 1030.
| أعضاء السلسلة 54-70 يحدثون بين 1801 و 2100: | أعضاء السلسلة 54-70 يحدثون بين 1801 و 2100: | أعضاء السلسلة 54-70 يحدثون بين 1801 و 2100: |
| 54                                          | 55                                          | 56                                          |
| ------------------------------------------- | ------------------------------------------- | ------------------------------------------- |
| </img> </br> 21 ديسمبر 1805                 | </img> </br> ١ يناير ١٨٢٤                   | </img> </br> ١١ يناير ١٨٤٢                  |
| 57                                          | 58                                          | 59                                          |
| </img> </br> 23 يناير 1860                  | </img> </br> 2 فبراير 1878                  | ١٣ فبراير ١٨٩٦                              |
| 60                                          | 61                                          | 62                                          |
| </img> </br> 25 فبراير 1914                 | </img> </br> 7 مارس 1932                    | </img> </br> 18 مارس 1950                   |
| 63                                          | 64                                          | 65                                          |
| </img> </br> 28 مارس 1968                   | </img> </br> 9 أبريل 1986                   | </img> </br> 19 أبريل 2004                  |
| 66                                          | 67                                          | 68                                          |
| </img> </br> 30 أبريل 2022                  | </img> </br> 11 مايو 2040                   | </img> </br> 22 مايو 2058                   |
| 69                                          | 70                                          |                                             |
| </img> </br> 1 يونيو 2076                   | </img> </br> 13 يونيو 2094                  |                                             |

### سلسلة ميتونيك
تكرر السلسلة ميتونيك كل 19 عامًا (6939.69 يومًا) ، وتستمر حوالي 5 دورات. تحدث الكسوف في نفس تاريخ التقويم تقريبًا. بالإضافة إلى ذلك ، تكرر سلسلة أكتون الفرعية 1/5 من ذلك أو كل 3.8 سنوات (1387.94 يومًا). تحدث جميع الكسوفات في هذا الجدول عند العقدة الصاعدة للقمر.
| 21 حدثًا من أحداث الكسوف ، تتقدم من الجنوب إلى الشمال بين 13 يوليو 2018 و 12 يوليو 2094 | 21 حدثًا من أحداث الكسوف ، تتقدم من الجنوب إلى الشمال بين 13 يوليو 2018 و 12 يوليو 2094 | 21 حدثًا من أحداث الكسوف ، تتقدم من الجنوب إلى الشمال بين 13 يوليو 2018 و 12 يوليو 2094 | 21 حدثًا من أحداث الكسوف ، تتقدم من الجنوب إلى الشمال بين 13 يوليو 2018 و 12 يوليو 2094 | 21 حدثًا من أحداث الكسوف ، تتقدم من الجنوب إلى الشمال بين 13 يوليو 2018 و 12 يوليو 2094 |
| 12-13 يوليو                                                                            | 30 أبريل - 1 مايو                                                                      | من 16 إلى 17 فبراير                                                                    | 5-6 ديسمبر                                                                             | من 22 إلى 23 سبتمبر                                                                    |
| 117                                                                                    | 119                                                                                    | 121                                                                                    | 123                                                                                    | 125                                                                                    |
| -------------------------------------------------------------------------------------- | -------------------------------------------------------------------------------------- | -------------------------------------------------------------------------------------- | -------------------------------------------------------------------------------------- | -------------------------------------------------------------------------------------- |
| </img> </br> 13 يوليو 2018                                                             | </img> </br> 30 أبريل 2022                                                             | </img> </br> 17 فبراير 2026                                                            | </img> </br> 5 ديسمبر 2029                                                             | </img> </br> 23 سبتمبر 2033                                                            |
| 127                                                                                    | 129                                                                                    | 131                                                                                    | 133                                                                                    | 135                                                                                    |
| </img> </br> 13 يوليو 2037                                                             | </img> </br> 30 أبريل 2041                                                             | </img> </br> 16 فبراير 2045                                                            | </img> </br> 5 ديسمبر 2048                                                             | </img> </br> 22 سبتمبر 2052                                                            |
| 137                                                                                    | 139                                                                                    | 141                                                                                    | 143                                                                                    | 145                                                                                    |
| </img> </br> 12 يوليو 2056                                                             | </img> </br> 30 أبريل 2060                                                             | </img> </br> 17 فبراير 2064                                                            | </img> </br> 6 ديسمبر 2067                                                             | </img> </br> 23 سبتمبر 2071                                                            |
| 147                                                                                    | 149                                                                                    | 151                                                                                    | 153                                                                                    | 155                                                                                    |
| </img> </br> 13 يوليو 2075                                                             | </img> </br> 1 مايو 2079                                                               | </img> </br> 16 فبراير 2083                                                            | </img> </br> 6 ديسمبر 2086                                                             | </img> </br> 23 سبتمبر 2090                                                            |
| 157                                                                                    |                                                                                        |                                                                                        |                                                                                        |                                                                                        |
| </img> </br> 12 يوليو 2094                                                             |                                                                                        |                                                                                        |                                                                                        |                                                                                        |

## روابط خارجية
- رسومات ناسا
  - خريطة تفاعلية للكسوف من وكالة ناسا
- www.solar-eclipse.de - متوسط التغطية السحابية والمدن على طول مسار الكسوف